# Rajd Brazylii 1981
Rajd Brazylii 1981 (3. Marlboro Rallye do Brasil) – rajd samochodowy rozgrywany w Brazylii od 6 do 8 sierpnia 1981 roku. Była to ósma runda Rajdowych Mistrzostw Świata w roku 1981. Rajd był rozegrany na szutrze.

## Wyniki końcowe rajdu[1]
| Pierwsza dziesiątka | Pierwsza dziesiątka | Pierwsza dziesiątka  | Pierwsza dziesiątka  | Pierwsza dziesiątka | Pierwsza dziesiątka | Pierwsza dziesiątka | Pierwsza dziesiątka |
| Msc.                | Nr. sam.            | Kierowca             | Samochód             | Grupa               | Czas                | Str.                | Punkty              |
| Msc.                | Nr. sam.            | Pilot                | Zespół               | Kategoria           |                     | Str.                | Punkty              |
| ------------------- | ------------------- | -------------------- | -------------------- | ------------------- | ------------------- | ------------------- | ------------------- |
| 1.                  | 2                   | Ari Vatanen          | Ford Escort RS1800   | 4                   | 9:39,40             | 0,00                | 20                  |
| 1.                  | 2                   | David Richards       | Rothmans Rally Team  | 3                   |                     | =                   | 20                  |
| 2.                  | 1                   | Guy Fréquelin        | Talbot Sunbeam Lotus | 2                   | 9:48,11             | + 8,31              | 15                  |
| 2.                  | 1                   | Jean Todt            | Talbot Sport         | 4                   |                     | + 8,31              | 15                  |
| 3.                  | 6                   | Domingo De Vitta     | Ford Escort RS       | 4                   | 10:19,46            | + 40,06             | 12                  |
| 3.                  | 6                   | Daniel Muzio         | Domingo De Vitta     | 3                   |                     | + 31,35             | 12                  |
| 4.                  | 4                   | Jorge Recalde        | Datsun 160J          | 2                   | 10:46,50            | + 1:07,10           | 10                  |
| 4.                  | 4                   | Jorge del Buono      | Jorge Recalde        | 3                   |                     | + 27,04             | 10                  |
| 5.                  | 8                   | Carlos Torres        | Ford Escort RS2000   | 1                   | 11:10,45            | + 1:31,05           | 8                   |
| 5.                  | 8                   | António Morais       | Carlos Torres        | 3                   |                     | + 13,55             | 8                   |
| 6.                  | 22                  | Gustavo Trelles      | Fiat 147             | 2                   | 12:06,35            | + 2:26,55           | 6                   |
| 6.                  | 22                  | Luís Caulim          | Gustavo Trelles      | 2                   |                     | + 55,50             | 6                   |
| 7.                  | 18                  | Horacio Maglione     | Peugeot 504          | 2                   | 12:26,04            | + 2:46,24           | 4                   |
| 7.                  | 18                  | Javier Concepcíon    | Horacio Maglione     | 3                   |                     | + 19,29             | 4                   |
| 8.                  | 12                  | Julio Berges         | Fiat 147             | 2                   | 12:35,15            | + 2:55,35           | 3                   |
| 8.                  | 12                  | Ricardo Ivetich      | Julio Berges         | 2                   |                     | + 11,11             | 3                   |
| 9.                  | 35                  | Maria Carmo Zacarias | Volkswagen Gol 1.6   | 2                   | 13:22,24            | + 3:42,44           | 2                   |
| 9.                  | 35                  | Zilda Zacarias       | Maria Carmo Zacarias | 2                   |                     | + 46,59             | 2                   |

## Klasyfikacja generalna po 8 rundach

### Kierowcy
|   | Msc. | Kierowca         | Pkt. |
| - | ---- | ---------------- | ---- |
| = | 1    | Guy Fréquelin    | 81   |
| 2 | 2    | Ari Vatanen      | 55   |
| 1 | 3    | Shekhar Mehta    | 43   |
| 1 | 4    | Markku Alén      | 39   |
| = | 5    | Bernard Darniche | 26   |

### Producenci
|   | Msc. | Producent | Pkt. |
| - | ---- | --------- | ---- |
| = | 1    | Talbot    | 84   |
| = | 2    | Datsun    | 76   |
| = | 3    | Ford      | 55   |
| = | 4    | Renault   | 50   |
| = | 5    | Opel      | 46   |